# Дистрибуција (Linux)
Дистрибуција Линукса је верзија јуниксоликог оперативног система за рачунаре, која садржи Линукс језгро и друге програме.
Постоји преко 250 Линукс дистрибуција које се активно развијају, исправљају и побољшавају.